# Europese kampioenschappen schaatsen afstanden 2020 - 500 meter mannen
De Europese kampioenschappen schaatsen 2020 - 500 meter mannen werd gehouden op zaterdag 11 
januari 2020 in ijsstadion Thialf in Heerenveen.
Titelverdediger was Ronald Mulder die de titel pakte tijdens de Europese kampioenschappen schaatsen 2018. Hij deed niet mee en de titel werd veroverd door Pavel Koelizjnikov.

## Uitslag
| #      | Schaatser                   | Land | Tijd  |
| ------ | --------------------------- | ---- | ----- |
| Goud   | Pavel Kulizhnikov           | RUS  | 34,38 |
| Zilver | Dai Dai Ntab                | NED  | 34,47 |
| Brons  | Ruslan Murashov             | RUS  | 34,59 |
| 4      | Artur Nogal                 | POL  | 34,68 |
| 5      | Jan Smeekens                | NED  | 34,78 |
| 6      | Kai Verbij                  | NED  | 34,91 |
| 7      | Havard Holmefjord Lorentzen | NOR  | 35,00 |
| 8      | Bjørn Magnussen             | NOR  | 35,15 |
| 9      | Artyom Chaban               | BLR  | 35,15 |
| 10     | Mathias Vosté               | BEL  | 35,18 |
| 11     | Mirko Giacomo Nenzi         | ITA  | 35,19 |
| 12     | Ignat Golovatsiuk           | BLR  | 35,20 |
| 13     | Piotr Michalski             | POL  | 35,35 |
| 14     | Damian Zurek                | POL  | 35,58 |
| 15     | Jeremias Marx               | GER  | 35,68 |
| 16     | Odin By Farstad             | NOR  | 35,68 |
| 17     | Stefan Emele                | GER  | 35,89 |
| 18     | Jeffrey Rosanelli           | ITA  | 35,92 |
| 19     | Ole Jeske                   | GER  | 36,28 |
| 20     | Viktor Moesjtakov           | RUS  | 38,13 |

2018 · 
2020 · 
2022 · 
2024